# Нормальная школа музыки
Нормальная школа музыки (фр. École normale de musique de Paris) — французская частная консерватория, основанная в 1919 году. Часто называется Нормальной школой имени Альфреда Корто (фр. École normale Alfred-Cortot).

## История
Основателями консерватории выступили музыкальный критик Огюст Манжо, в значительной степени разработавший идеологию нового учебного заведения и обеспечивший ему финансовую поддержку государственных структур, и знаменитый пианист Альфред Корто, чьё имя консерватория стала носить в дальнейшем.
В настоящее время Нормальная школа музыки выпускает около 800 студентов в год, оставаясь полностью частной.
Консерватория находится в 17-м округе Парижа, в особняке XIX века. С 1929 года при ней функционирует концертный зал на 492 места, построенный под руководством Огюста Перре. Известный как зал Корто (salle Cortot), он отличается архитектурным новаторством и выдающимися акустическими качествами.

## Руководители школы
- Пьер Пети (1963—2000)

## Известные преподаватели
- Диран Алексанян
- Рейнальдо Ан
- Людмила Берлинская
- Надя Буланже
- Иван Галамян
- Пьер Дерво
- Поль Дюка
- Анри Дютийё
- Пабло Казальс
- Ванда Ландовска
- Ивонн Лефебюр
- Маргерит Лонг
- Оливье Мессиан
- Шарль Мюнш
- Андре Наварра
- Артюр Онеггер
- Жак Тибо
- Изидор Филипп
- Патрис Фонтанароза
- Рена Шерешевская
- Джордже Энеску

## Известные студенты
- Элен Боши
- Люка Дебарг
- Паскаль Девуайон
- Картер, Эллиотт
- Жан-Клод Казадезюс
- Сильвен Камбрелен
- Дину Липатти
- Анна Касьян
- Бруно Мантовани
- Игорь Маркевич
- Иван Илич
- Жан Периссон
- Хоакин Родриго
- Магда Тальяферро
- Самсон Франсуа
- Венцеслав Янков
- Жереми Жув
- Венсан Дюместр
- Колетт Маз
- Маринус Флипсе